# Caltanissetta
Caltanissetta est une ville, chef-lieu de la province de même nom en Sicile (Italie).

## Toponymie
- Le nom pourrait être d'origine du grec Nissa et à l'époque byzantine, il était connu sous le nom de Castra Nissa (Château de Nissa).

## Climat
Le climat méditerranéen semi-aride est caractérisé par une faible pluviométrie. Caltanissetta a des hivers frais mais pas glaciaux et des étés très chauds.
| Mois                              | jan. | fév. | mars | avril | mai  | juin | jui. | août | sep. | oct. | nov. | déc.  | année |
| --------------------------------- | ---- | ---- | ---- | ----- | ---- | ---- | ---- | ---- | ---- | ---- | ---- | ----- | ----- |
| Température minimale moyenne (°C) | 7,8  | 8,8  | 9,6  | 10,1  | 12,2 | 17,7 | 19,9 | 21,1 | 18,8 | 15,5 | 12,2 | 11,1  | 13,7  |
| Température moyenne (°C)          | 10   | 11,1 | 13,3 | 16,6  | 18,9 | 23,6 | 28,9 | 29   | 27,5 | 19   | 14,9 | 12,45 | 19    |
| Température maximale moyenne (°C) | 15,7 | 15,8 | 17,5 | 20,7  | 23,3 | 28,6 | 31,2 | 31,6 | 28,4 | 24,3 | 19,9 | 16,6  | 23,6  |

## Histoire
Petit village grec et ensuite romain, Caltanissetta est renommée pour la conquête arabe du 829, lors de laquelle elle changea son nom avec celui de Kastra-Nissa et fut de nouveau peuplée. Dans le cours de l'histoire, elle fut aussi dominée par le Normands, les Suèves, les Plantagenet, les Aragonais et les « signorie sicilienne ». En 1860, elle intégra le royaume d'Italie, après la longue domination des Espagnols et des Bourbons.

## Économie
L'économie de Caltanissetta est restée totalement dépendante de l'agriculture jusqu'au XIXe siècle, où une exploitation minière du soufre a vu le jour. Bientôt 275 soufrières ont été créées, employant 32 000 ouvriers.
Jusqu'en 1903, l'Italie conserve le monopole du marché mondial du soufre, grâce à notamment un trust obligatoire et imposé par l'État italien sur l'extraction du soufre. Plus de 9/10 du soufre italien vient alors du district de Caltanissetta. Mais, à partir de 1903, le soufre américain arrive sur le marché. L'exploitation des gisements de Louisiane génère alors une surproduction et une explosion des stocks. En 1914, la production de soufre italienne reste majoritaire, mais l'extraction italienne est contrainte à se restructurer : de 777 exploitations en 1903, il n'en reste que 309 en 1914. Pour autant, cette année-là, les gisements de Caltanissetta occupent encore plus de 15 000 personnes.
La société Fratelli Averna produit une liqueur vendue dans toute l'Italie, l'Amaro Averna.
La ville a longtemps été frappée par la pauvreté, particulièrement le côté ouest.

## Culture
- Le château médiéval et hôpital central.
- La cathédrale baroque
- La Bibliothèque Scarabelli
- L'église Santa Croce
- Abbaye du Saint-Esprit

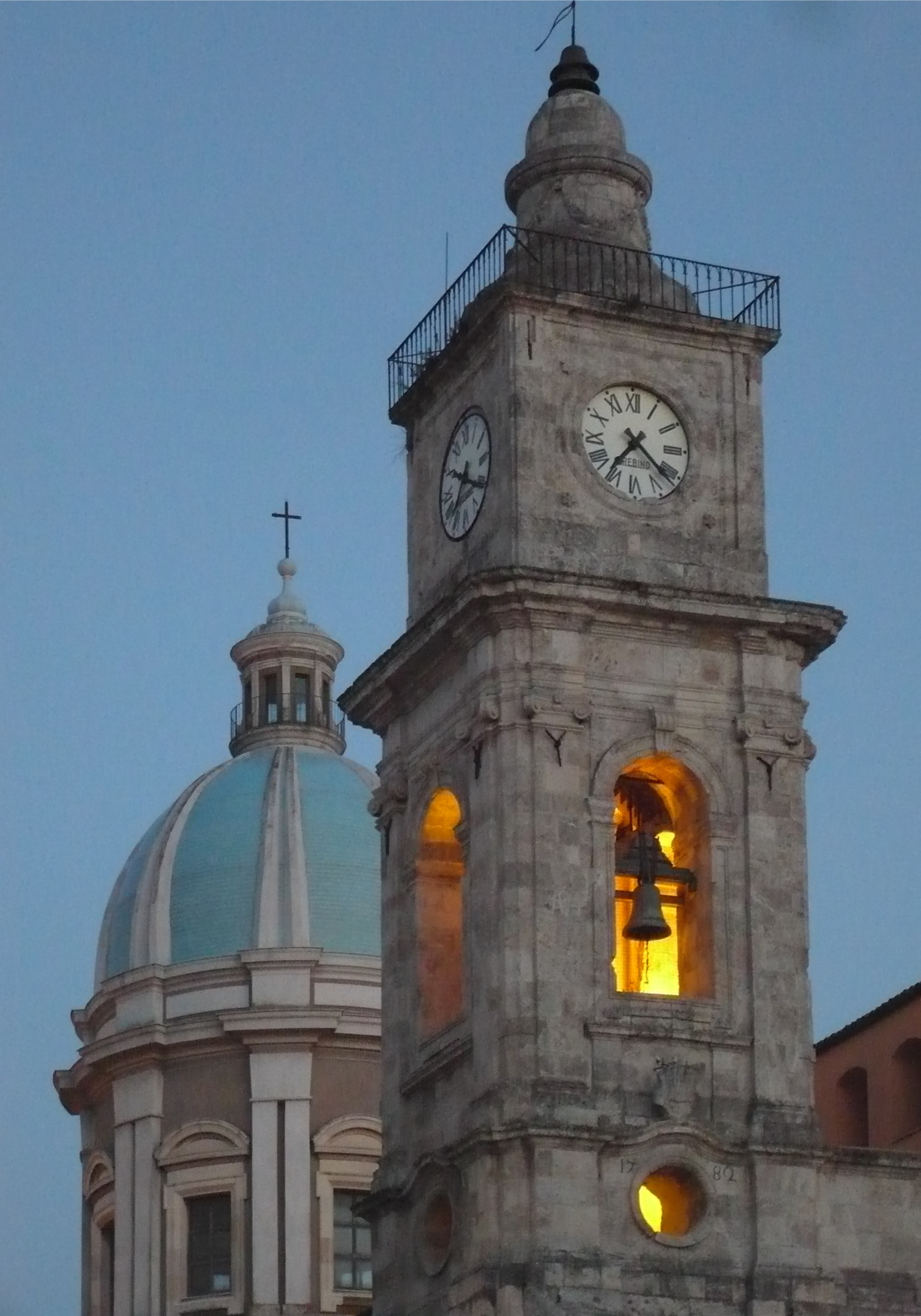
Campanile et catédrale
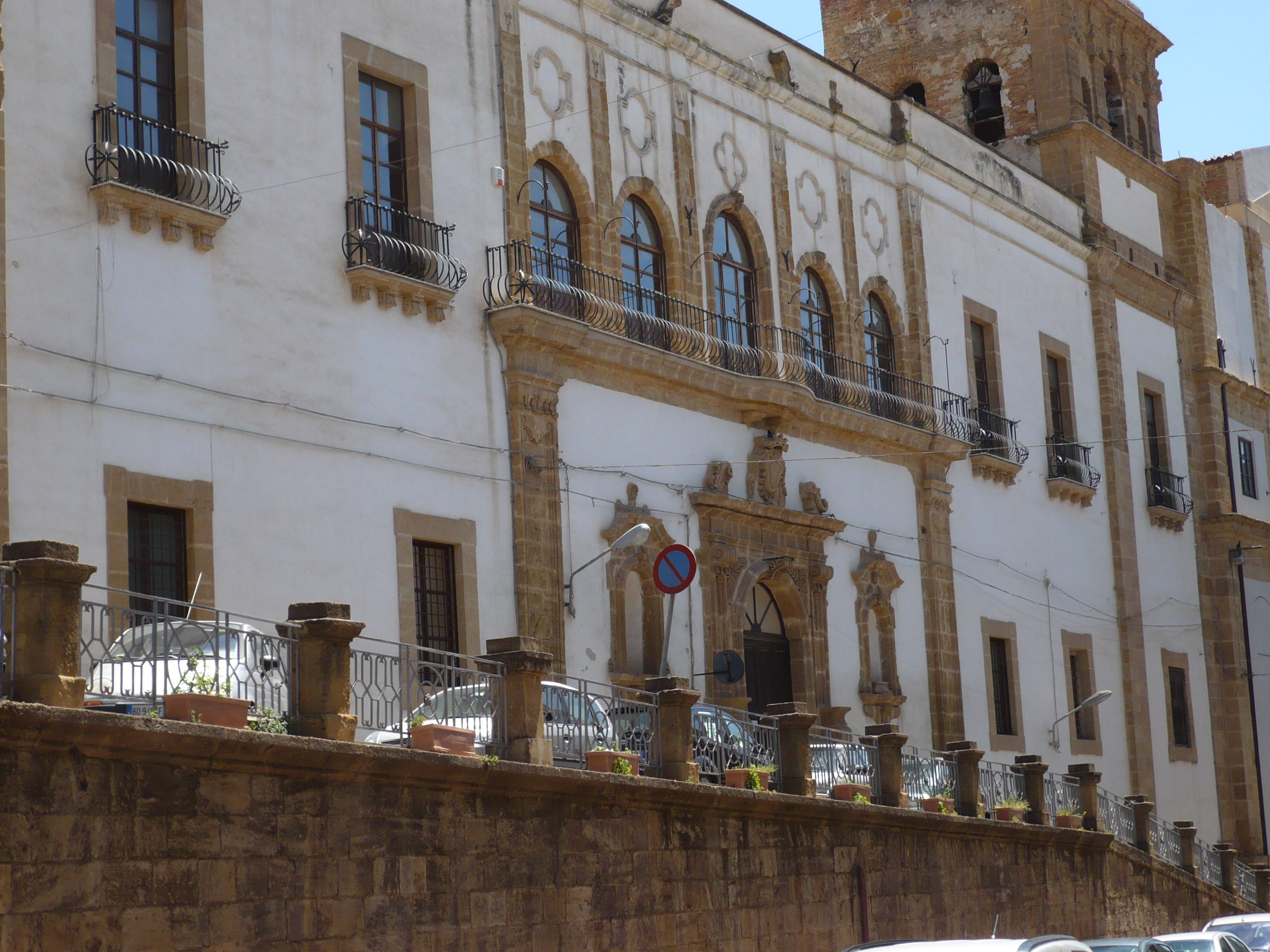
Bibliothèque Scarabelli
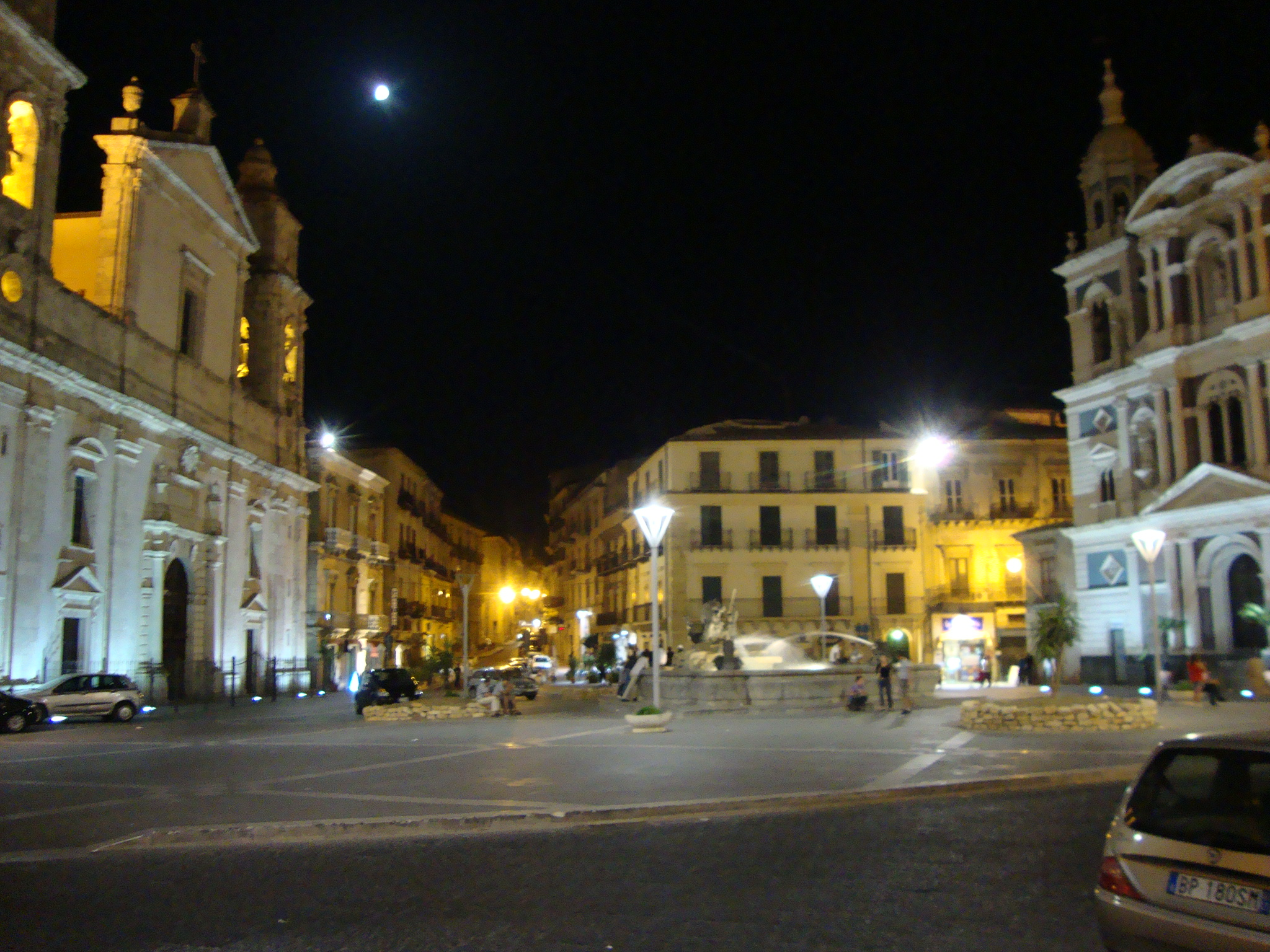
Piazza Garibaldi, de nuit
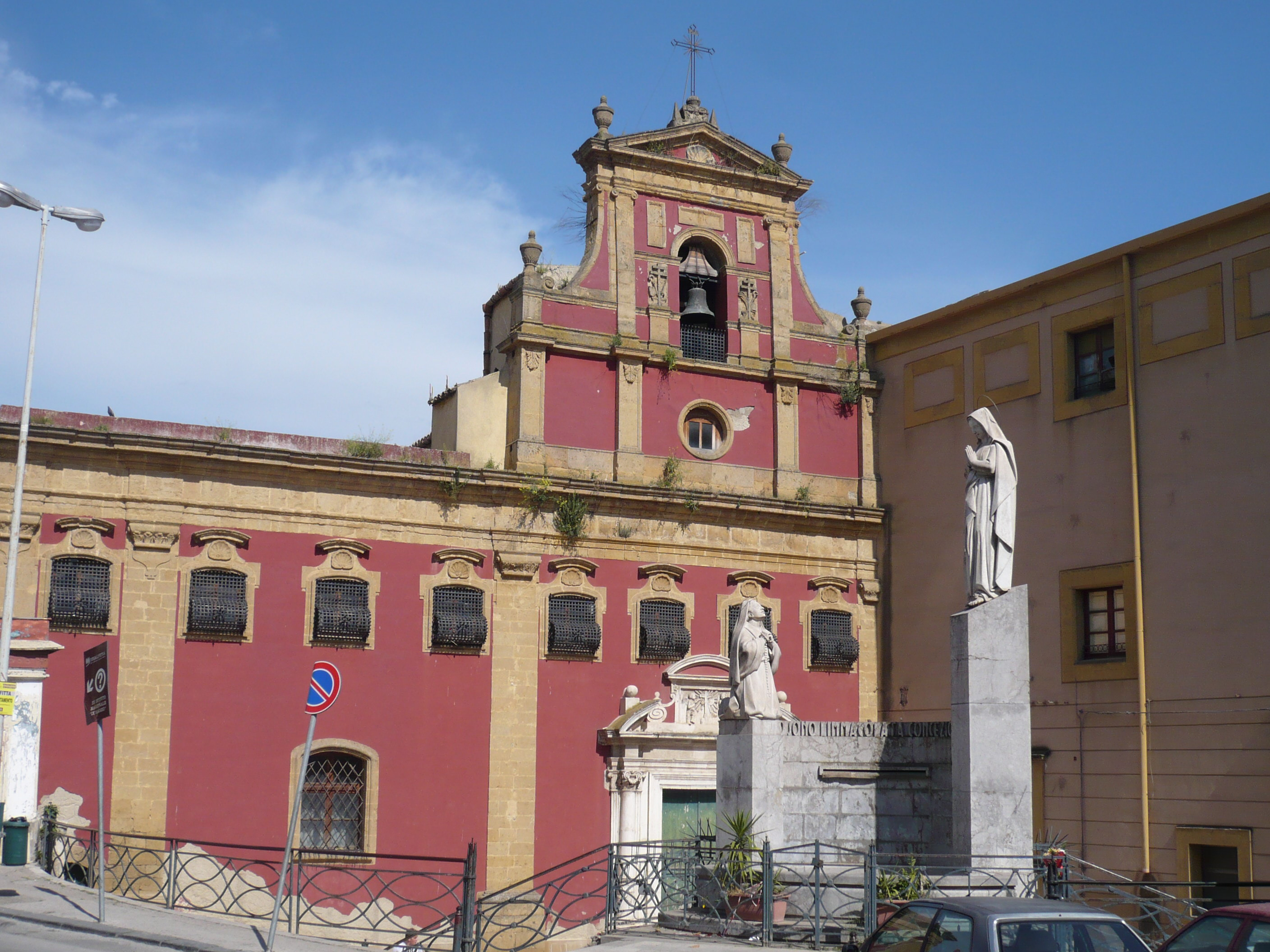
Église Santa Croce
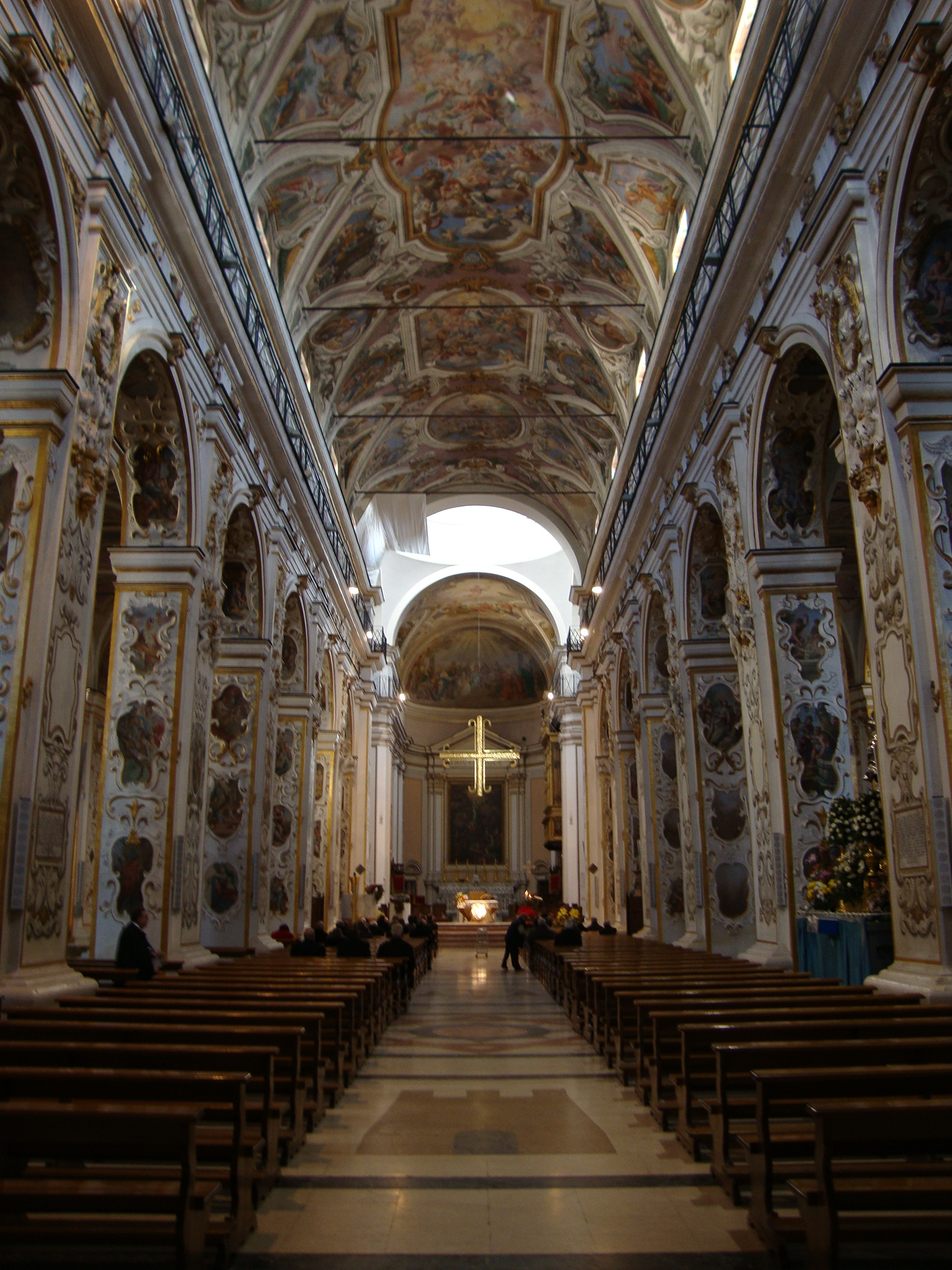
Intérieur de la cathédrale
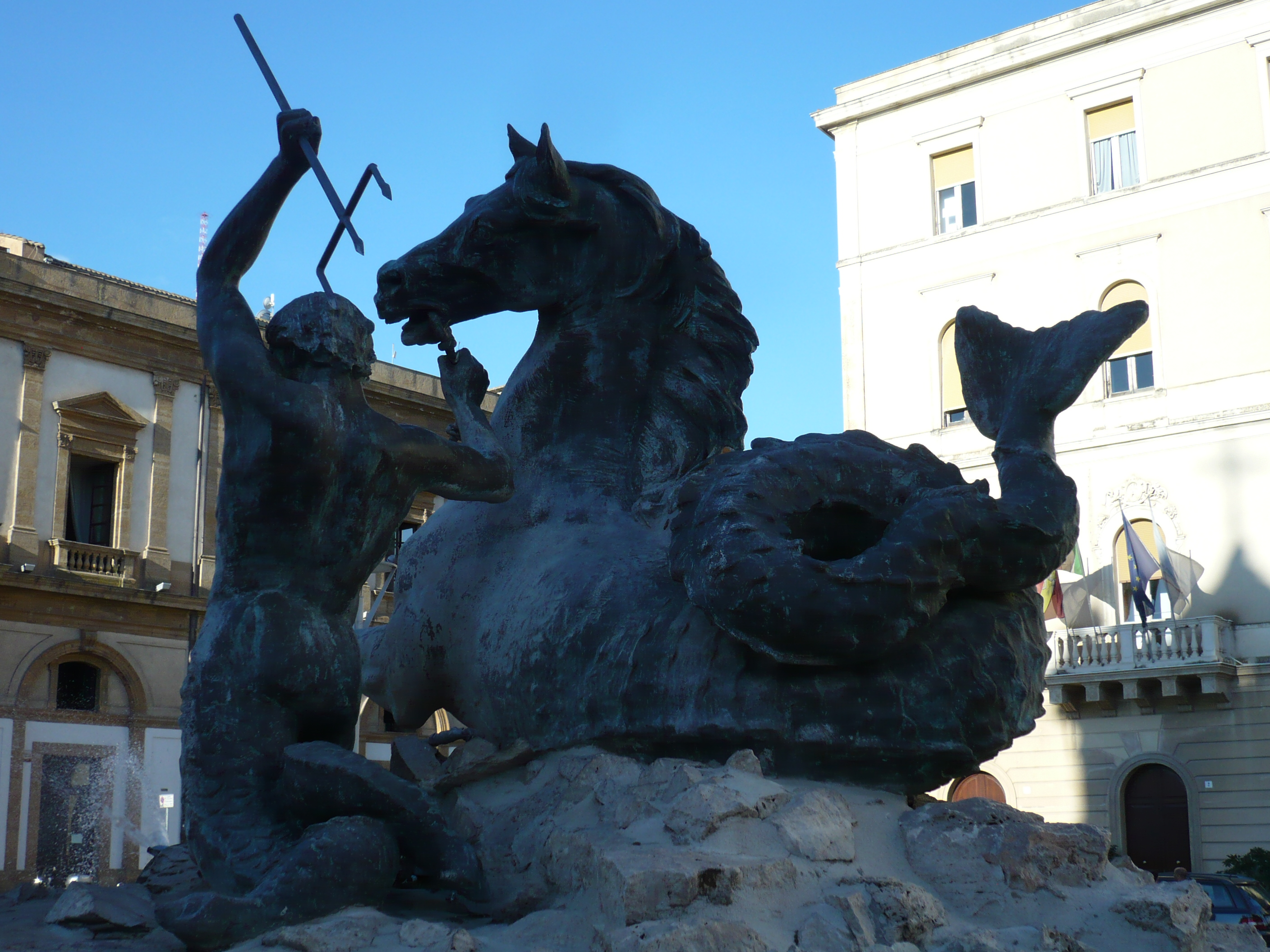
Fontaine du Triton

## Administration
| Période                                  | Période      | Identité                  | Étiquette | Qualité |
| ---------------------------------------- | ------------ | ------------------------- | --------- | ------- |
| 14 juin 2004                             | 22 juin 2009 | Salvatore Antonio Messana | L'Olivier |         |
| 22 juin 2009                             | 10 juin 2014 | Michele Campisi           | PDL       |         |
| 10 juin 2014                             | En cours     | Giovanni Ruvolo           | PD-UDC    |         |
| Les données manquantes sont à compléter. |              |                           |           |         |

### Hameaux
Villaggio Santa Barbara, Borgo Petilia, Xirbi, Favarella, Santa Rita

### Communes limitrophes
Canicattì (AG), Delia, Enna (EN), Marianopoli, Mazzarino, Mussomeli, Naro (AG), Petralia Sottana (PA), Pietraperzia (EN), San Cataldo, Santa Caterina Villarmosa, Serradifalco, Sommatino

### Jumelages
- Rochester (États-Unis)

## Personnalités liées à la commune
- Tommaso Tamburini (1591-1675) jésuite et théologien italien;
- Guido Chiarelli (1902-1982), ingénieur électricien italien;
- Giuseppe Gabrielli (1903-1987), ingénieur aéronautique italien ;
- Antonino Caponnetto (1920-2002), magistrat italien ;
- Emanuele Macaluso (1924-2021), syndicaliste, homme politique et journaliste italien ;
- Tina Kunakey (1997-), top model française [4] ;
- Viviana Vizzini (1993-), mannequin italienne.

## Sport
La ville organise chaque année en mars un tournoi de tennis sur terre-battue du circuit ATP Challenger Tour.